# Fracanzano da Montalboddo
Fracanzano da Montalboddo (Montalboddo, XV  secolo – XVI secolo) è stato un grammatico e cosmografo italiano.

## Biografia
Fracanzano da Montalboddo - detto anche Fracanzio di Montalboddo - è conosciuto per aver pubblicato nel 1507 a Vicenza l'antologia Paesi novamente retrovati, la prima raccolta completa stampata delle nuove scoperte fatte agli inizi dell'Evo moderno.
È citato per la prima volta a Vicenza in un testamento del 12 agosto 1495 come „francisco .q. vitalis de monte alboto marchiae anconitanae professore grammaticae“. Monte Alboto corrisponde all'attuale Ostra, in provincia di Ancona.
Nel 1499 pubblicò l'opera latina De nuptiis Philologiae et Mercurii di Marziano Capella. Il libro fu stampato a Vincenza da Enrico Ca’ Zeno, come poi anche Paesi novamente retrovati.
Nella prefazione appare come "Francisc [us] Vitalis Bodian [us]; in una lettera allo stampatore veneziano Aldo Manuzio firma con "Franciscus Vitalis Bodianus tuus cognomento Fracantianus"; parla in questo caso di se stesso come un insegnante tutor privato.
È presente nel Libri degli Estimi di Vicenza dell'anno 1505 ma non si trova più in quello del 1519; in questi documenti è indicato „grammatico“ o „profesori de gramaticha“.

## Opere
- Paesi nouamente retrouati et Nouo Mondo da Alberico Vesputio Florentino intitulato (purl.pt)